# Ortezia aciculata
Ortezia aciculata är en stekelart som först beskrevs av Cresson 1868.  Ortezia aciculata ingår i släktet Ortezia och familjen brokparasitsteklar. Inga underarter finns listade i Catalogue of Life.